# 皮基夫西卡斯洛比德卡
49°27′25″N 28°9′51″E / 49.45694°N 28.16417°E
皮基夫西卡斯洛比德卡（烏克蘭語：Пиківська Слобідка），是烏克蘭的村落，位於該國西南部文尼察州，由文尼察區負責管轄，始建於1600年，面積0.08平方公里，海拔高度329米，2001年人口202，人口密度每平方公里2,657.89人。